# Горизонтов, Николай Иванович
Никола́й Ива́нович Горизо́нтов (29 апреля (11 мая) 1879, Казань — 29 апреля 1949, Новосибирск) — русский советский акушер-гинеколог. Заведующий кафедрой акушерства и гинекологии Томского университета (1917—1932), первый заведующий кафедры акушерства и гинекологии Новосибирского медицинского института (1938—1949).

## Биография
Николай Иванович Горизонтов родился в семье преподавателя истории в духовных учебных заведениях. Отец, Иван Тимофеевич Горизонтов — уроженец Томска, выпускник Казанской духовной академии 1876 года, статский советник.
Николай учился в Казанском духовном училище, затем в семинарии, которую не окончил.
Выпускник медицинского факультета Казанского университета (по другой информации окончил Дерптский университет, куда было разрешено принимать семинаристов).
Ассистент кафедры акушерства и гинекологии медицинского факультета Казанского университета, возглавляемой профессором Викторином Сергеевичем Груздевым.
8 января 1914 года был командирован по совету В. С. Груздева во Фрайбург для ознакомления с постановкой дела гинекологической рентгенотерапии и радийтерапии в немецких акушерско-гинекологических клиниках. Он пробыл там 7 месяцев и 2 августа 1914 года вернулся в Россию. Опыт, полученный в Германии позволил начать применение лучевой терапии в Казани. В том же 1914 году лечению рентгеновскими лучами подверглись 11 больных, страдавших раком матки, которым, в общей сложности, было произведено 136 сеансов.
С 1917 года возглавляет кафедру акушерства и гинекологии в Томском университете.
Под его руководством на кафедре разрабатывались новые методы диагностики и лечения гинекологических заболеваний, в том числе с применением рентгенорадиотерапии, значительное место отводилось гинекологической эндокринологии. На базе Томского бальнеофизио-терапевтического института (ныне Томский НИИ курортологии и физиотерапии) сотрудниками кафедры был выполнен ряд исследований, касающихся рентгенотерапии доброкачественных и злокачественных новообразований женской половой сферы. Продолжалось изучение сибирских курортов, были научно обоснованы и внедрены методы вагинального грязелечения гинекологических заболеваний.
Усилиями Н. И. Горизонтова и сотрудников кафедры в 1924 году была создана акушерско-гинекологическая больница (ныне родильный дом имени Н. А. Семашко). Было опубликовано значительное количество работ по акушерству и гинекологии, получивших высокую оценку в научном мире. Среди них «Терапевтический справочник по акушерству и гинекологии» для студентов медицинских вузов, специализированные главы и статьи в крупных руководствах таких как «Болезни наружных половых органов женщины», «Руководство по женским болезням» под редакцией профессора Л. А. Кривского, статья «Кольпотомия», написанная для первого издания Большой медицинской энциклопедии.
В 1932 году Горизонтов переехал в Новосибирск, где возглавил кафедру акушерства и гинекологии в Новосибирском институте усовершенствования врачей.
В 1938 году создал кафедру акушерства и гинекологии в Новосибирском медицинском институте, которой заведовал до самой смерти.
Заслуженный деятель науки РСФСР. Почётный профессор НГМУ.
Скончался 29 апреля 1949 года в Новосибирске.

## Награды
- орден Трудового Красного Знамени (21.07.1944)

## Научные труды
- Горизонтов Н. И. Имплантация фалопиевых труб в матку: брошюра. — Б.м.: б. и., 1934. — 12 с.
- Горизонтов Н. И. К вопросу об отношении плаценты к функции грудной железы и о влиянии экстрактов плаценты на молочную секрецию: монография. — Саратов: Типография Союза Печатного Дела, 1912. — 30 с.
- Горизонтов Н. И. Материалы к учению о вторичной бугорчатке женских половых органов: Патолого-анатомическое и экспериментальное исследование: монография. — Казань: Типо-литография Императорского Университета, 1909. — 258 с.
- Горизонтов Н. И. К патологии прибавочных труб: монография. — Петроград: Типография П. П. Сойкина, 1917. — 27 с. — 00.00 р.
- Горизонтов Н. И. Материалы к учению о вторичной бугорчатке женских половых органов: Патолого-анатомическое исследование: монография. — Казань: Типо-литография Императорского Университета, 1909. — 258 с. — 00.00 р.
- Горизонтов Н. И. К вопросу об отношении плаценты к функции грудной железы и о влиянии экстрактов плаценты на молочную секрецию: монография. — Саратов: Типография Союза Печатного Дела, 1912. — 31 с. — 00.00 р.
- Горизонтов Н. И. К вопросу о «малом кесарском сечении»: брошюра. — Казань: б. и., 1926. — 17 с.
- Горизонтов Н. И. Об эндометриозе женских половых органов и в частности шейки матки: брошюра. — Казань: б. и., 1934. — 15 с.
- Горизонтов Н. И. Об эндометриозе женских половых органов и в частности шейки матки: брошюра. — Казань: б. и., 1934. — 16 с.
- Горизонтов Н. И. К вопросу о глубоких диффузных разрастаниях слизистой оболочки матки в толщу миометрия: брошюра. — Казань: б. и., 1934. — 40 с. — 00.00 р.
- Горизонтов Н. И. К вопросу об аденомиомах рукава: учебное пособие. — Казань: б. и., б. г. — 32 с. — 00.00 р.
- Горизонтов Н. И. Опыт вагинального применения грязи Карачинского озера при женских болезнях: брошюра. — Томск: б. и., б. г. — 18 с.
- Горизонтов Н. И. Болезни наружных половых органов: брошюра. — Томск: б. и., б. г. — 56 с.